# Lieuwe Visser
Lieuwe Visser (* 23. August 1940 in Diemen, Nordholland; † 4. März 2014 in Amsterdam) war ein niederländischer Opernsänger in der Stimmlage Bassbariton.

## Leben
Visser war zunächst als Historiker tätig, bevor er Gesang in Amsterdam bei Jan van der Meent studierte. Weiterführende Studien absolvierte er an der Accademia di Santa Cecilia in Rom bei Giorgio Favaretto. 1966 wirkte er beim Holland-Festival mit. Er debütierte 1973 als Opernsänger an der Niederländischen Oper Amsterdam als Musiklehrer Basilio in der Oper Der Barbier von Sevilla. Er sang an der Nederlandse Opera ein breites Rollenspektrum, das seriöse und komische Rollen enthielt. Sein Repertoire umfasste Rollen von Claudio Monteverdi bis zur Moderne.
Er wirkte außerdem in mehreren Uraufführungen und Erstaufführungen moderner Opernwerke mit, u. a. als Maler Basil Hallward in Dorian Gray von Hans Kox (De Nederlandse Opera; 1974), Frankenstein von HK Gruber (Centre Français Lyrique Paris; 1983), Doktor Faustus von Konrad Boehmer (De Nederlandse Opera; 1985), in der Titelrolle der Oper Noach von Guus Janssen (1995) und als Kastellan/Barbesitzer in Esmee von Theo Loevendie (Koninklijk Theater Carré in Amsterdam; Mai 1995).
1973 trat er gemeinsam mit dem Nederlands Blazers Ensemble in einem Programm mit Liedern von Hanns Eisler und Kurt Weill auf; darin spielte er die Rolle von Marlene Dietrich. 1976 übernahm er an der Nederlandse Opera die Titelrolle in Don Pasquale. Im Juni 1979 sang er in Scheveningen die Rolle des Betto di Signa in der Oper Gianni Schicchi; Hans Vonk dirigierte das Rotterdam Philharmonic Orchestra. Visser gastierte 1980 beim Carinthischen Sommer in Ossiach. Im Juli 1981 trat er unter dem Dirigenten Bernard Haitink beim Glyndebourne Festival als Theseus in der Britten-Oper Ein Sommernachtstraum auf. Im November 1981 übernahm er am Stadttheater Amsterdam die Rolle des Verschwörers Graf Horn in der Oper Un ballo in maschera von Giuseppe Verdi. Im November 1982 sang er mit der Nederlandse Operastichting in Utrecht bei einer Aufführung in der Stadsschouwburg Utrecht erneut den Maler Basil Hallward in Dorian Gray von Hans Kox. Im Februar 1983 interpretierte er, „stimmlich ganz zufriedenstellend“ und mit „komische[n] Talent“, die Rolle des betrogenen Ehemanns Don Geronio in der Rossini-Oper Il turco in Italia bei einer Aufführung der Nederlands Opera Stichting in der Stadsschouwburg Amsterdam. 1984 sang er bei der Niederländischen Oper in Eindhoven den Masetto in der Wiederaufnahme der Mozart-Oper Don Giovanni in der Inszenierung von Götz Friedrich. Im September 1985 übernahm er in Amsterdam bei der Nederlandse Operastichting die Rolle des Haushofmeisters Don Estoban in der Oper Der Zwerg. Im Juni 1986 sang er am Theater Carré in Amsterdam die Rolle des Hermann Ortel in einer Neuinszenierung der Oper Die Meistersinger von Nürnberg. In der Spielzeit 1986/87 sang er im September 1986 anlässlich der Eröffnung des Muziektheaters Amsterdam die Rolle des Dieners Pistola in einer Neuinszenierung der Oper Falstaff.
1988 spielte er die Hauptrolle in der Kinderoper De naam van de maan nach Motiven von Annie M. G. Schmidt (Musik: Kees Olthuis). Im Oktober 1988 sang er im Rahmen des Festivals der Zeitgenössischen Musik „Musica 88“ in Straßburg den Tod in dem Musiktheaterwerk In Deutschland von Mauricio Kagel. Im Dezember 1989 wirkte er, unter der musikalischen Leitung von Charles Dutoit, gemeinsam mit dem Concertgebouw-Orchester in einer Aufführung der Oper L’enfant et les sortilèges mit; er sang die Rollen Sessel und Baum (Le fauteuil, L’arbre). 1990 übernahm er beim Holland-Festival die Rolle des „Buckligen“ in einer konzertanten Aufführung der Strauss-Oper Die Frau ohne Schatten unter der musikalischen Leitung von Edo de Waart, von der auch ein Rundfunkmitschnitt existiert. In der Saison 1990/91 sang er in Enschede den Diener Pistola in Falstaff in einer Produktion des Opera-Forums Enschede. In der Saison 1990/91 wirkte er bei der Niederländischen Oper in Amsterdam in einer Neuproduktion der Berlioz-Oper Benvenuto Cellini mit. Im Mai 1991 sang er im Concertgebouw Amsterdam die kleine Rolle des Astolfo in einer konzertanten Aufführung der Oper Lucrezia Borgia für eine Rundfunkproduktion von Radio VARA in Hilversum. In der Spielzeit 1991/92 übernahm er bei der Opera Zuid (mit Sitz in Maastricht) die Rolle des Le Bailli in einer Neuproduktion der Oper Werther. In der Saison 1993/94 sang er in Amsterdam die Rolle des Marchese d’Obigny in einer Neuproduktion von La Traviata (Regie: Alfred Kirchner). 1995 spielte er gemeinsam mit der Kabarettistin Jasperina de Jong in dem Musical Lang leve de opera! von Ivo de Wijs und Joop Stokkermans.
Visseur war auch als Konzert-, Oratorien- und Liedsänger tätig. Er interpretierte als Sprecher/Sänger u. a. Werke von Arnold Schönberg. Mit dem Pianisten Rudolf Jansen als Begleiter sang er 1976 Lieder von Hugo Wolf. Für seine Interpretation von Loevendies Komposition De Nachtegaal (für Sprecher und Orchester) wurde er 1982 mit dem Edison, dem niederländischen Musikpreis, ausgezeichnet. Er nahm u. a. die Goethe-Lieder von Ferruccio Busoni für die Schallplatte auf. In den 1980er und 1990er Jahren galt er als einer der führenden Bassisten der Niederlande.
Seit 1987/1988 war er als Gesanglehrer und Dozent am Musikkonservatorium in Maastricht tätig. Er war Vorsitzender des Amsterdams Fonds voor de Kunst. Bei seinem Rücktritt von diesem Amt wurde er im Juni 2005 mit der Amsterdamse Frans Banninck Cocq-Medaille (Amsterdamse Frans Banninck Cocq Penning) ausgezeichnet.
Visser starb im März 2014 im Alter von 73 Jahren an seinem Wohnort Amsterdam. Er war mit der Cembalistin Anneke Uittenbosch verheiratet, die Dozentin an den Konservatorien Maastricht und Amsterdam war. Mit ihr gab er Konzerte und machte mehrere Einspielungen.